# Griet Smaers
Griet Smaers (Geel, 10 juni 1977) is een Belgisch politica voor de CD&V.

## Levensloop
Griet Smaers studeerde in 2000 af als licentiaat in de rechten aan de Katholieke Universiteit Leuven, met een uitwisselingsjaar aan de Complutense-universiteit van Madrid, en voltooide in 2001 een aanvullende studie in fiscaal recht aan de KU Leuven. Ze is sinds 2001 advocate bij Schuermans Advocaten werken en specialiseerde zich in contractrecht, aansprakelijkheidsrecht, ondernemingsrecht, fiscaal recht, publiekrecht en onderhandelingsrecht. Na het voltooien van een aanvullende opleiding aan de Universiteit Antwerpen, ging Smaers in 2021 tevens aan de slag als erkend bemiddelaar in burgerlijke- en ondernemingszaken.
Ze werd ook politiek actief en was voorzitter van de Jong CD&V-afdeling van Geel. In oktober 2000 werd ze verkozen als gemeenteraadslid van Geel en van 2007 tot 2010 was ze een eerste maal schepen met als bevoegdheden financiën, lokale economie, tewerkstelling en integrale kwaliteitszorg. In 2010 legde ze het ambt neer en na de verkiezingen van 2012 werd ze voorzitter van de gemeenteraad tot begin april 2014. Vanaf april 2014 was Griet Smaers schepen van sociale zaken in Geel. In de gemeente was ze van 2014 tot 2018 ook OCMW-voorzitster en van 2019 tot 2024 voorzitter van het Bijzonder Comité voor de Sociale Dienst. In december 2024 eindigde haar mandaat als schepen en vervolgens verliet ze de gemeentepolitiek van Geel.
Bij de rechtstreekse Vlaamse verkiezingen van 7 juni 2009 werd Smaers verkozen in de kieskring Antwerpen. Ze bleef Vlaams Parlementslid tot mei 2014. In het Vlaams Parlement was ze effectief lid van de commissies voor Algemeen Beleid, Financiën en Begroting en voor Mobiliteit en Openbare Werken. Bij de verkiezingen van 25 mei 2014 werd ze verkozen tot lid van de Kamer van volksvertegenwoordigers. In de Kamer zetelt Griet Smaers als effectief lid in de commissie bedrijfsleven en als plaatsvervangend lid in de commissies financiën en begroting en justitie. Bij de federale verkiezingen van mei 2019 raakte ze niet herkozen.
Griet Smaers was van maart 2011 tot februari 2022 tevens nationaal ondervoorzitster van CD&V. 
Op 8 oktober 2019 werd ze samen met Cindy Franssen interim-voorzitter van CD&V in opvolging van Wouter Beke, die minister in de Vlaamse Regering werd. Ze bleven aan tot 6 december datzelfde jaar, toen Joachim Coens tot partijvoorzitter werd verkozen.
Sinds 15 mei 2023 is Griet Smaers regent bij de Nationale Bank van België. Ze werd voorgedragen door minister van Financiën Vincent Van Peteghem.